# Francesco d'Ambra
Francesco d'Ambra (Firenze, 29 luglio 1499 – Roma, 1558) è stato un commediografo italiano.

## Biografia
Figlio di Giovanni d'Ambra e di Costanza da Filicaia, iniziò la sua attività politica nel 1527. Nel 1538 nacque il figlio Vincenzo, avuto dalla moglie Ginevra di Niccolò Biffoli.
Francesco d'Ambra fu amico del filosofo platonico Francesco Cattani da Diacceto, seguace di Marsilio Ficino.
Nel 1540 divenne uno dei fondatori dell'Accademia fiorentina, della quale console nel 1543 fu eletto consigliere. Il successo avuto come commediografo favorì l'ascesa di Francesco d'Ambra alle cariche maggiori dell'Accademia, ossia consigliere, censore, membro della balia e poi console. Il 22 novembre 1551 fu eletto riformatore della lingua toscana, all'interno di una commissione formata da cinque membri, tra cui il Varchi e il Giambullari.

## Opere
D'Ambra scrisse tre commedie, note per l'originalità dell'intreccio e la vivacità dello stile:
- I Bernardi, in versi sdruccioli, scritta nel 1547-1548 e pubblicata nel 1558. Essa risulta presentare forti analogie con i Suppositi dell'Ariosto (la scena quinta è pressoché identica all'atto quarto dell'opera ariostesca), basate sull'idea dello scambio di nomi tra due persone, con tutti gli equivoci conseguenti.
- Il Furto, in prosa, rappresentata l'8 novembre 1544 nella sala del papa dell'Accademia fiorentina e pubblicata postuma nel 1560, con la prefazione di Frosino Lapini.
  - Trama: Cornelio, vecchio medico, avendo perso la moglie e la figlia durante il sacco di Roma e il figlio Valerio in un naufragio, desidera risposarsi con Camilla, che però ama Mario. Quest'ultimo allora le propone di fuggire con lui, per sfuggire a sua volta alle nozze con la vedova di Valerio. Nel frattempo un'altra fanciulla, Aurelia, era stata strappata dai corsari al padre Guicciardo Gualandi e si trovava nelle mani di Rinuccio Corso. Gismondo Castrucci, innamorato di lei, finge di essere il suo vero padre e promette a Rinuccio come ricompensa centocinquanta scudi in tanti drappi trafugati al fratello. Alla fine si scopre che Camilla è figlia di Cornelio, riscattata dai Lanzi da un gentiluomo e riappare anche il figlio Valerio, che permette così i due matrimoni tra Mario e Camilla e tra Gismondo e Aurelia
- La cofanaria, in versi sdruccioli, scritta nel 1550-1555.
  - Trama: Bartolo desidera dare in moglie al proprio figlio Ippolito la giovane Laura, creduta vedova di Claudio Fidamanti e figlia del vecchio Ilario. Ippolito, che ama invece Marietta, cerca di evitare il matrimonio. Alla fine si scopre che Claudio non è morto e quindi Laura non è più vedova, mentre Marietta risulta essere figlia dello stesso Ilario.